# Паулінью Макларен
Пауло Сезар Вієйра Роза (порт. Paulo César Vieira Rosa), відоміший як Паулінью Макларен (порт. Paulinho McLaren, нар. 28 вересня 1963, Ігарау-до-Тієт) — бразильський футболіст, що грав на позиції нападника. По завершенні ігрової кар'єри — тренер. Виступав, зокрема, за клуби «Сантус» і «Порту». Чемпіон Португалії, володар Суперкубка Португалії. Кращий бомбардир чемпіонату Бразилії 1991 року.

## Ігрова кар'єра
Паулінью Макларен народився в 1963 році в місті Ігарасу-до-Тієте. У дорослому футболі дебютував 1981 року виступами за команду «Уніон Бандейрантіс», в якій грав до 1984 року. Згодом з 1985 по 1988 рік грав у складі команд «Серра Негра», «Саокарленсе», «Комерсіал», «Барретос», «Вотупорангуенсе». У 1989 році футболіст грав у клубах «Атлетіку Паранаенсе» та «Фігейренсе».
У 1989 році Паулінью Макларен став гравцем клубу «Сантус», у складі якого грав до початку 1992 року. У складі команди з Сантуса був одним з головних бомбардирів команди, та відзначився 36 забитими м'ячами в 65 проведених матчах, а в 1991 році з 15 забитими голами став кращим бомбардиром чемпіонату Бразилії.
У 1992 році Паулінью Макларен став гравцем португальського клубу «Порту». Хоча в чемпіонаті за відомий португальський клуб бразильський нападник грав мало, він на початку 1992 року став володарем Суперкубка Португалії, а за підсумками сезону 1992—1993 років став у складі команди чемпіоном Португалії. У 1993 році Паулінью повернувся до Бразилії до клубу «Інтернасьйонал», у складі якого став кращим бомбардиром Кубка Бразилії, а в 1994—1995 роках грав за бразильський клуб «Португеза Деспортос». У 1995—1996 роках футболіст грав за клуб «Крузейру», після чого півроку грав у складі японського клубу «Сьонан Бельмаре». Після повернення з Японії Паулінью Макларен знову грав за клуб «Португеза Деспортос», а другу половину 1997 року провів у складі клубу «Флуміненсе». На початку 1998 року нападник грав у складі команди «Атлетіко Мінейру», а в другій половині року грав у складі клубу Major League Soccer «Маямі Ф'южн». Завершив ігрову кар'єру у команді «Санта-Круз» (Ресіфі), за яку виступав протягом 1999 року.

## Кар'єра тренера
Паулінью Макларен розпочав тренерську кар'єру 2008 року, очоливши юнацьку команду клубу «Ріо-Кларо». З 2008 до 2011 року колишній футболіст очолював команду «Ріо-Кларо» як головний тренер першої команди.
У 2011 році Паулінью очолив клуб «Ітапіренсе», а наступного року знову працював у клубі «Ріо-Кларо». До кінця 2012 року колишній нападник очолював клуби «Уніон Сан-Жуан» і «Капіваріано», а в 2013 році очолив клуб «Таубате», проте за короткий час уже в цьому році очолив саудівський клуб «Ат-Таї», а в 2014 році вдруге за кар'єру очолив клуб «Таубате». У 2015 році Паулінью Макларен очолював клуб «Уберландія». У 2017 році тренер уже втретє за кар'єру очолив «Таубате», а в 2018 році працював у клубах «Франкана» і «Барретос». У 2019 році Паулінью в черговий раз очолив клуб «Таубате», а в 2020 році тренер удруге за кар'єру працював із клубом «Франкана». У 2021 році Паулінью Макларен очолював клуб «Сан-Каетану».

## Титули і досягнення

### Як гравця
- Чемпіон Португалії (1):

«Порту»: 1992–1993
- Володар Суперкубка Португалії (1):

«Порту»: 1991

### Особисті
- Кращий бомбардир чемпіонату Бразилії: 1991 (15 голів)
- Кращий бомбардир Кубка Бразилії: 1994 (6 голів)